# Casa Bonaventura Isern
La Casa Bonaventura Isern és un edifici situat al carrer del Parlament, 34 al barri de Sant Antoni de l'Eixample de Barcelona.

## Història
Va ser construït entre 1881 i 1883 per l'arquitecte Antoni Rovira i Rabassa, que també actuà com a contractista pel preu fet de 150.000 pessetes, per a la hisendada Bonaventura Isern (o Ysern) i Ramon (1818-1900), casada amb Pau Roqueta i Mas (1816-1891), ambdós naturals de Sant Pol de Mar.
El seu germà Tomàs Isern i Ramon (†1875) era sastre i tenia una botiga de roba feta al carrer d'en Gignàs, traslladada a mitjans del segle xix al carrer de Ferran, 6, amb el nom A la ciudad de Barcelona (vegeu Casa Òdena). A principis de la dècada del 1860 ja havia traspassat el negoci i tenia dos establiments a Madrid, un al carrer d'Atocha, amb el mateix nom, i un altre a la carrera de San Jerónimo, anomenat A la Villa y Corte de Madrid. Gran bazar. El 1866 va fer construir un edifici neogòtic, projectat per l'arquitecte Francisco de Cubas y González-Montes, marquès de Cubas, al núm. 18 (antic 16) d'aquest darrer carrer i al núm. 11 del del Pozo, on va establir el seu negoci.
Mort sense descendència, fou succeït pel seu nebot Ventura Roqueta i Isern (1846-1889), i aquest per la seva vídua Dolores Ponchón y Larxé (1860-1929) sota la raó Viuda de V. Roqueta Isern. El 1900, aquesta va traspassar el negoci a la seva germana Enriqueta (†1919), casada amb Aureliano González y González (†1903). El 1943, l'hereu Enrique González Ponchón va obtenir l'autorització per a canviar el seu primer cognom per González-Isern.

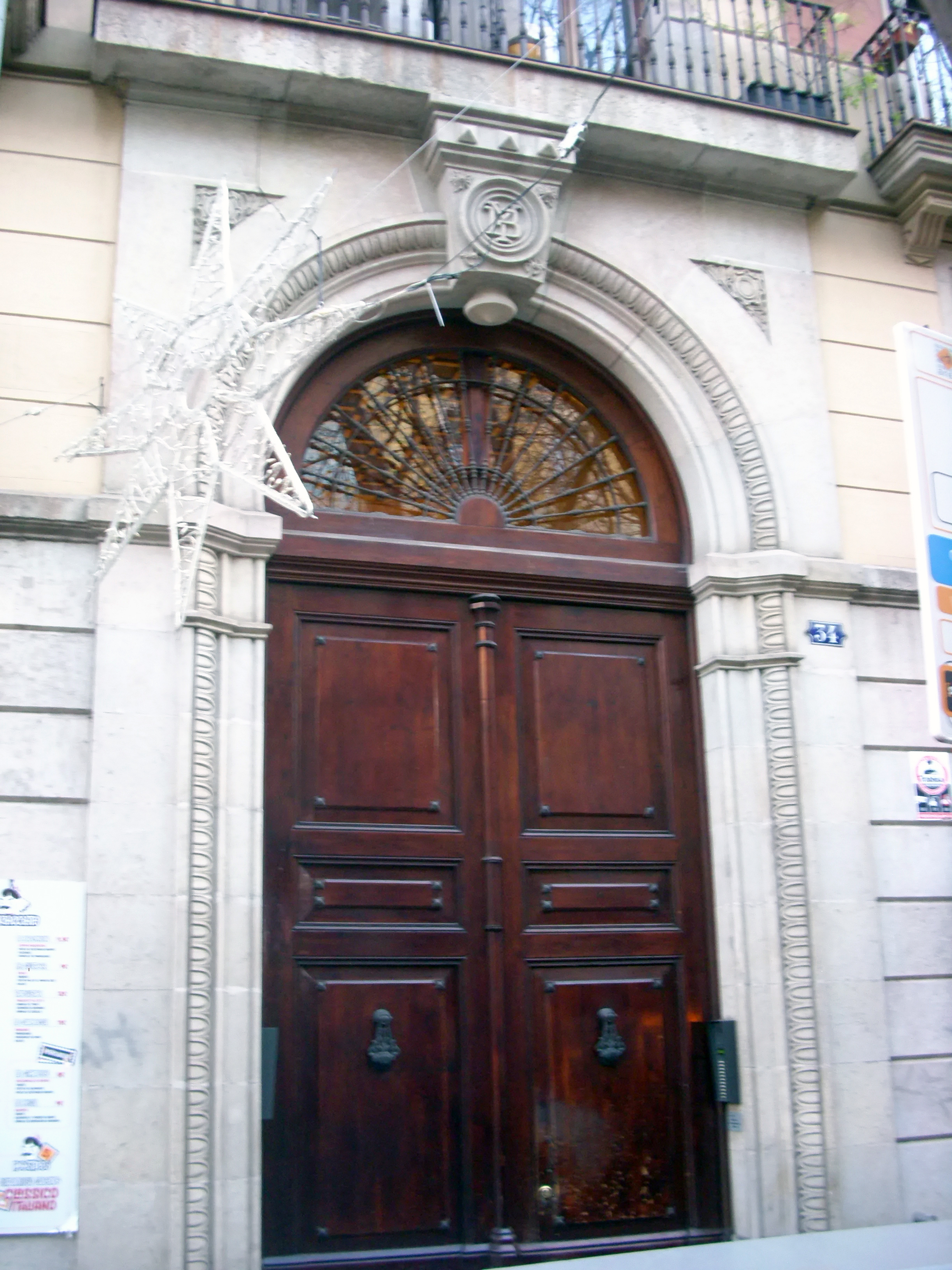
Porta d'entrada. Al medalló hi ha les inicials BY (Bonaventura Ysern)